# تویری
تویری نام گونه‌ای از دهل است که در موسیقی بومی ناحیه جنوب ایران و بویژه در گونهٔ از موسیقی به نام لیوا استفاده می‌شود. این نوع موسیقی بیشتر در مراسم شادی و سرور اجرا شده و با آن رقص فردی و جمعی با ضرباهنگ‌های خاص اجرا می‌گردد.